# Redlich-Kwong-Zustandsgleichung

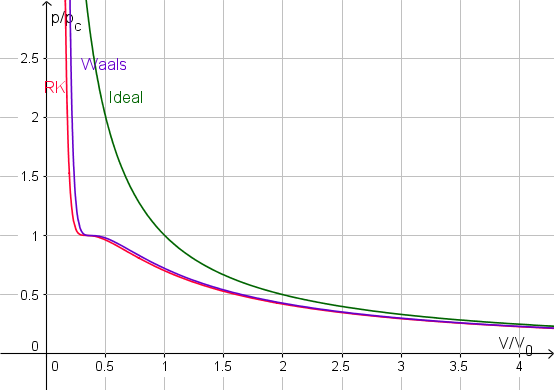
Kritische Isotherme (T_{r} = 1) nach dem Redlich-Kwong-Modell, verglichen mit Van-der-Waals-Gas und idealem Gas

Die Redlich-Kwong-Zustandsgleichung ist eine Zustandsgleichung für reale Gase, die 1949 von Otto Redlich und Joseph Neng Shun Kwong gefunden wurde. Sie verbessert die Van-der-Waals-Gleichung nur unwesentlich, ist jedoch aufgrund ihrer vergleichsweise einfachen Form auch heute noch von Interesse.
Weiterentwicklungen sind die Soave-Redlich-Kwong-Zustandsgleichung und die PSRK-Zustandsgleichung.

## Formulierung
Die Redlich-Kwong-Zustandsgleichung lautet:
{\displaystyle {\begin{aligned}RT&=\left(p+{\frac {a}{{\sqrt {T}}V_{\mathrm {m} }(V_{\mathrm {m} }+b)}}\right)\cdot \left(V_{\mathrm {m} }-b\right)\\\Leftrightarrow p&={\frac {RT}{V_{\mathrm {m} }-b}}-{\frac {a}{{\sqrt {T}}V_{\mathrm {m} }\left(V_{\mathrm {m} }+b\right)}}\end{aligned}}}
mit
- Kohäsionsdruck {\displaystyle a={\frac {0{,}42748R^{2}T_{\mathrm {c} }^{2{,}5}}{p_{\mathrm {c} }}}}
- Kovolumen {\displaystyle b={\frac {0{,}08664RT_{\mathrm {c} }}{p_{\mathrm {c} }}}}
- {\displaystyle V_{\mathrm {m} }} – molares Volumen
- {\displaystyle T} – Temperatur
- {\displaystyle T_{\mathrm {c} }} – kritische Temperatur
- {\displaystyle p} – Druck
- {\displaystyle p_{\mathrm {c} }} – kritischer Druck
- {\displaystyle R} – universelle Gaskonstante.

Mit den reduzierten Zustandsgrößen {\displaystyle \textstyle \ p_{\mathrm {r} }={\frac {p}{p_{\text{c}}}}\ ,\ V_{\mathrm {r} }={\frac {V_{\text{m}}}{V_{\text{m,c}}}}\ ,\ T_{\mathrm {r} }={\frac {T}{T_{\text{c}}}}} lässt sich die Zustandsgleichung in der reduzierten Form schreiben:
{\displaystyle p_{\mathrm {r} }={\frac {3T_{\mathrm {r} }}{V_{\mathrm {r} }-b'}}-{\frac {1}{b'{\sqrt {T_{\mathrm {r} }}}V_{\mathrm {r} }\left(V_{\mathrm {r} }+b'\right)}}}
mit {\displaystyle b'={\sqrt[{3}]{2}}-1\approx 0{,}26}.

## Anwendungsbereich
Die Redlich-Kwong-Gleichung eignet sich für die Berechnung in Gasphasen, wenn das Verhältnis von Druck zu kritischem Druck kleiner ist als die Hälfte des Verhältnisses von Temperatur zu kritischer Temperatur.:
{\displaystyle {\frac {p}{p_{\mathrm {c} }}}<0{,}5\cdot {\frac {T}{T_{\mathrm {c} }}}}
Gleichbedeutend: der reduzierte Druck darf maximal die halbe Größe der reduzierten Temperatur {\displaystyle T_{\mathrm {r} }} besitzen:
{\displaystyle \Leftrightarrow p_{\mathrm {r} }<0{,}5\cdot T_{\mathrm {r} }}
Eine schlechte Näherung zeigt sich für flüssige Phasen, weshalb die Gleichung nicht für Gas-Flüssigkeits-Gleichgewichte herangezogen werden kann. Dieser Nachteil kann jedoch durch die separate Nutzung besser angepasster Gleichungen ausgeglichen werden.